# Franciszek Goyka
Franciszek Goyka (ur. 30 czerwca 1845 w Sławoszynie, zm. 16 lutego 1927 w Chłapowie) – gawędziarz kaszubski.

## Życiorys
Syn Jana Goyki, który po nieudanej próbie wywołania na Pomorzu powstania w 1848 zbiegł do Królestwa Polskiego, pozostawiając żonę z synem na Kaszubach. Franciszek wychowywany był przez stryja Jakuba, rybaka i kowala w Chłapowie. W późniejszym okresie pływał jako marynarz na niemieckich żaglowcach. Brał udział w wojnie prusko-duńskiej. 
Założył pierwszą maszoperię kutrowej na Kaszubach. Pochowany na cmentarzu w Swarzewie.
Uwieczniony przez Augustyna Necla w powieściach Kutry o czerwonych żaglach i Maszopi. Patron ulicy w Sopocie (czasami błędnie określanej jako Jakuba Goyki).